# Chiesa di San Zeno (Naturno)
La chiesa di San Zeno è la parrocchiale di Naturno in Alto Adige. Fa parte del decanato di Naturno e la sua storia inizia nel IX secolo.

## Storia
Un primitivo edificio sacro venne edificato a Naturno attorno al IX secolo, in epoca carolingia. Le tracce di questo tempio sono localizzate nella sagrestia e alla base della torre campanaria
e consistono di resti di affreschi ed aperture storiche di finestre.
All'inizio del XIII secolo la costruzione originaria venne sostituita da una chiesa in stile romanico, edificata sullo stesso sito e posizionata dove poi fu sistemata la navata a sinistra della chiesa moderna. Questo secondo tempio aveva, incorporata, anche la torre campanaria.

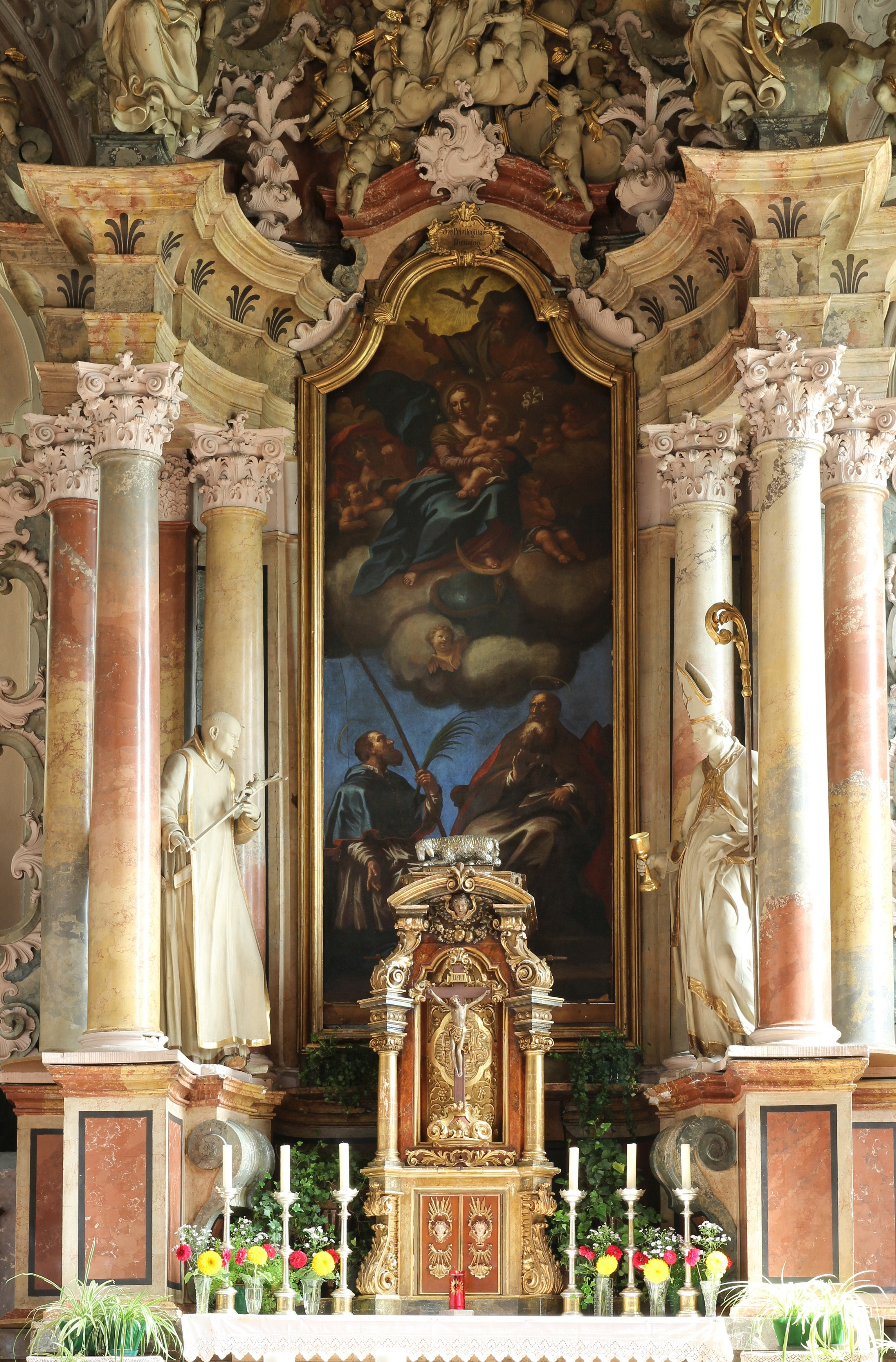
Altar maggiore della chiesa di San Zeno.

Nel biennio 1474-1475 venne realizzato un nuovo intervento di ristrutturazione radicale che portò alla situazione recente con l'ampliamento di tutta la chiesa. Lo stile architettonico scelto fu quello tardo gotico e il nuovo tempio da quel momento ebbe due navate.
Un nuovo importante intervento di restauro fu realizzato nel 1760 e riguardò il coro. Questa parte dell'edificio fu ricostruita secondo il gusto barocco dell'epoca. L'altar maggiore, pure barocco, venne scolpito in epoca più recente.

## Descrizione
Il prospetto principale è semplice, a capanna con due spioventi, e rispetta lo stile tardo gotico. Il portale è ad ogiva, con una piccola tettoia a protezione. Subito sopra c'è un piccolo oculo rotondo. Portali e finestre hanno cornici in marmo che proviene dalle cave di Lasa. Sulla parete meridionale è presente un ingresso secondario, pure questo con cornice ogivale e con una piccola tettoia. Sulle pareti esterne ci sono tracce di affreschi del XVI secolo e anche alcune lapidi sepolcrali.
La torre campanaria si trova sulla parte settentrionale e culmina con una cella campanaria protetta da infissi, sovrastata da una struttura a base poligonale con orologio a sua volta con una tipica copertura a cipolla. 
L'interno è a due navate e la volta è a coste a rete. L'altar maggiore barocco è più recente.